# Yogi Berra
Yogi Berra, właśc. Lawrence Peter Berra (ur. 12 maja 1925 w Saint Louis, zm. 22 września 2015 w New Jersey) – amerykański baseballista, łapacz drużyny New York Yankees. 
W listopadzie 2015 prezydent Stanów Zjednoczonych, Barack Obama, odznaczył go pośmiertnie Medalem Wolności.
Słynął z przypisywanych mu malapropizmów i paradoksalnych powiedzonek, zwanych „Yogi-isms” (choć niektóre z nich w rzeczywistości są autorstwa innych osób).
Powszechnie uważa się, że postać z filmów rysunkowych, Miś Yogi (ang. Yogi Bear), otrzymał imię na jego cześć, choć Hanna-Barbera, producent filmów z tą postacią, zaprzeczył takiemu powiązaniu.